# Lokše

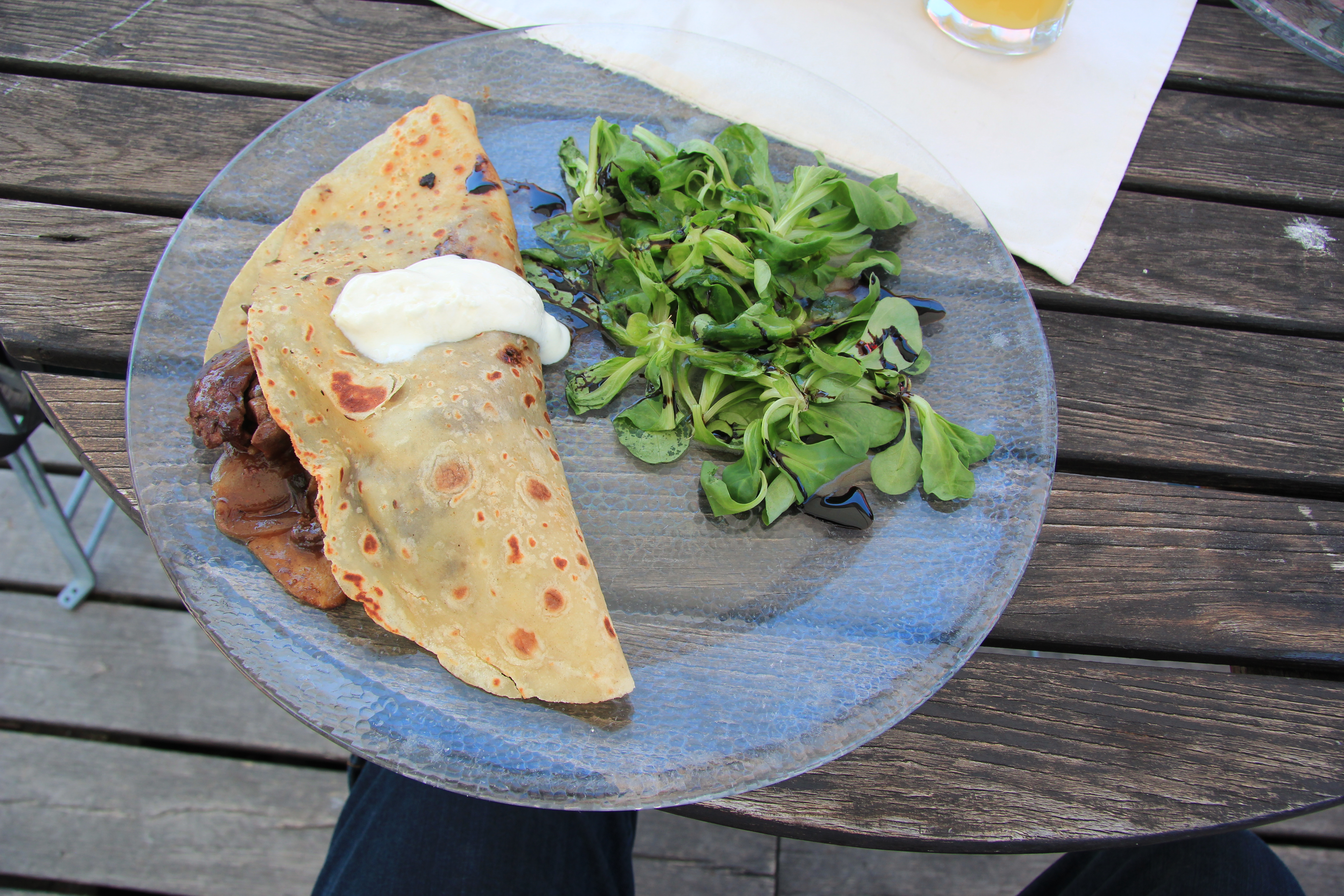
Lokša nadziewana wątróbką drobiową

Lokše – danie kuchni słowackiej. Rodzaj naleśników przygotowanych z ciasta ziemniaczanego.

## Przepis
Do przygotowania potrawy (spolszczona nazwa loksze) używa się ziemniaków ugotowanych w mundurkach. Po wystudzeniu obiera się je ze skórki i miele w maszynce lub przeciera przez praskę. Dodaje się doń mąkę krupczatkę (polohruba mouka) i odrobinę soli. Ilość dodawanej mąki zależy od rodzaju ziemniaków. Przyjmuje się, że dodaje się około 300 g na 1 kilogram zmienników. Zbyt mała ilość mąki spowoduje lepkość ciasta, które może okazać się trudne do rozwałkowania. Ciasto wyrabia się, formuje wałek i dzieli go na kawałki. Rozwałkowuje się je następnie na cienkie placki grube na około 3 milimetry, o średnicy używanej patelni. Do smażenia używa się najczęściej patelni o grubym dnie lub ceramicznej. Nagrzewa się ją i smaży lokše bez tłuszczu do zarumienienia z obu stron. Ponieważ ciasto powinno być lepkie, podczas wałkowania podsypuje się je mąką. Przed zrobieniem kolejnego placka oczyszcza się patelnię z mąki. Lokše smaruje się roztopionym masłem lub gęsim smalcem.
W Słowacji loksze podawane są jako dodatek do dań mięsnych, ale serwuje się je również ze słodkim nadzieniem.